# Elumoides atlanticus
Elumoides atlanticus är en kräftdjursart som beskrevs av Franco Ferrara och Helmut Schmalfuss 1983. Elumoides atlanticus ingår i släktet Elumoides och familjen Eubelidae. Inga underarter finns listade i Catalogue of Life.